# Lagkáda (ort i Grekland, Västra Grekland)
Lagkáda är en ort i Grekland.   Den ligger i prefekturen Nomós Aitolías kai Akarnanías och regionen Västra Grekland, i den centrala delen av landet, 250 km nordväst om huvudstaden Aten. Lagkáda ligger 337 meter över havet och antalet invånare är 117.
Terrängen runt Lagkáda är huvudsakligen kuperad, men västerut är den platt. En vik av havet är nära Lagkáda åt sydväst. Runt Lagkáda är det ganska glesbefolkat, med 21 invånare per kvadratkilometer. Närmaste större samhälle är Arta, 17,4 km nordväst om Lagkáda. 